# Letsie II
Letsie II Lerotholi (Letsienyane) (1867-1913) foi o chefe-supremo da Basutolândia entre 1905 e 1913. 
Governou o Lesoto durante o protetorado-britânico. Na época o país chamava-se Basutolândia. O soberano não teve muito interesse ao governo e liderou o povo soto por pouco tempo, até 1913, sendo sucedido por seu irmão Nathaniel Griffith Lerotholi. 